# الخلال (المحويت)

تعديل مصدري - تعديل

الخلال هي إحدى قرى عزلة بني الوليد بمديرية المحويت التابعة لمحافظة المحويت، بلغ تعداد سكانها 82 نسمة حسب تعداد اليمن لعام 2004.